# Beatrice Brovia
Beatrice Brovia, född 1985 i Modena, Italien, är en smyckekonstnär verksam i Stockholm. Brovia är utbildad vid Politecnico di Milano och vid Konstfack, där hon sedan 2013 undervisar i Ädellab/Corpus – smycken som konstart. Hon är representerad med verk i Nationalmuseums samlingar och i Die Neue Sammlung i München.